# Odetta
Odetta, née Odetta Holmes le 31 décembre 1930 à Birmingham (Alabama) et morte le 2 décembre 2008 à New York, est une autrice-compositrice-interprète, actrice et militante des droits humains américaine. Elle est souvent surnommée « la voix du Mouvement pour les droits civiques ».
Son répertoire musical se compose principalement de musique folk américaine, de blues, de jazz, et de spirituals. Elle est une des références de la musique folk des années 1950 et 1960, et a influencé beaucoup d'artistes, comme Bob Dylan, Joan Baez et Janis Joplin.

## Biographie

### Enfance et adolescence
Odetta, est née à Birmingham (Alabama), elle a grandi et a étudié la musique à Los Angeles, au Los Angeles City College. C'est à partir de 13 ans qu'elle y commence une formation classique de chant. Elle se produit pour la première fois en 1944, et pendant quatre ans avec le Hollywood Turnabout Puppet Theatre, aux côtés d'Elsa Lanchester.

### Carrière

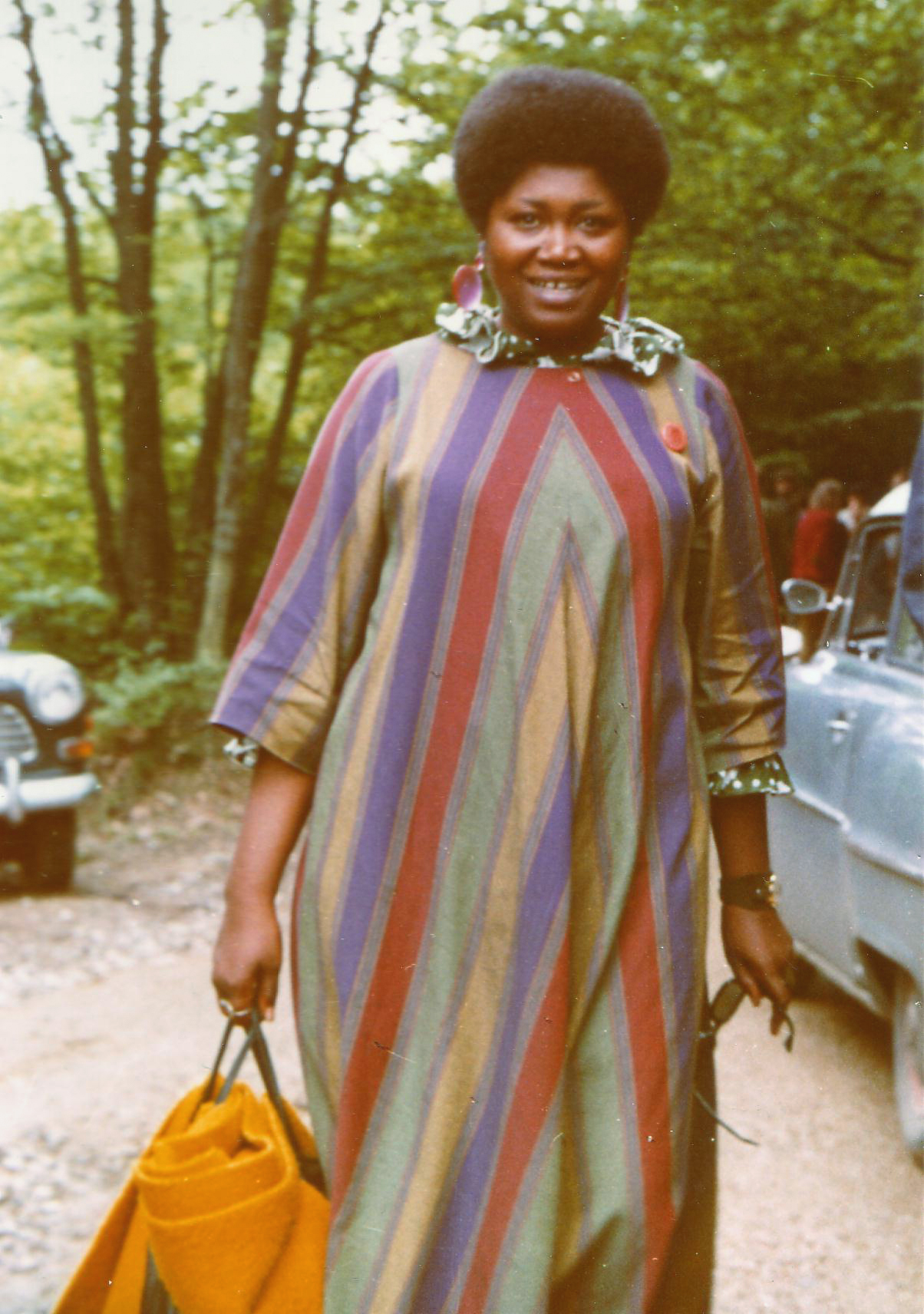
Odetta (festival Burg-Waldeck, 1968, Allemagne).

À partir de 1950, elle se concentre sur la chanson folk et fait l'apprentissage de la guitare. Elle s'est peu à peu fait connaître en jouant aux quatre coins des États-Unis : au Blue Angel Nightclub (New York), au Hungry I (San Francisco) et au Tin Angel (San Francisco), où elle a enregistré en 1954, avec Larry Mohr, Odetta and Larry, chez Fantasy Records. Elle a ensuite poursuivi une carrière en solo, avec Odetta Sings Ballads and Blues (1956) et At the Gate of Horn (1957). En 1959, elle est l'une des premières artistes invitée au festival folk de Newport. Odetta Sings Folk Songs a été un des albums folk les plus vendus de l'année 1963.
Bob Dylan dira plus tard que l'écoute du vinyle d'Odetta Holmes l'a dirigé vers la musique folk.